# Psarocolius
Psarocolius là một chi chim trong họ Icteridae.